# 約翰·庫爾森
約翰·梅特卡夫·庫爾森（英語：John Metcalfe Coulson；1910年12月13日—1990年1月6日）是一名英國化學工程學者，著名於與傑克·理查森合寫的化工教科書（1954年出版），是為後來的《庫爾森與理查德森的化學工程》（Coulson & Richardson's Chemical Engineering）系列教科書。
約翰·庫爾森是著名化學家查爾斯·庫爾森的雙胞胎兄弟。他們的父親是曾任達德利學院的阿爾弗雷德·庫爾森，而母親安妮·漢考克亦為一位女校長。
他在劍橋取得學士學位，隨後在倫敦帝國學院接受研究生課程，並從事研究，於1935年取得其博士學位。1954年，他成為紐卡斯爾大學化學工程學系的首位主任。他於該校任職直到退休，除了短暫借調至赫瑞瓦特大學協助化學工程成為該校之獨立學科系。
庫爾森有兩段婚姻，其首任妻子多拉於1961年過世，兩人育有兩子，安東尼和西蒙。1965年，再娶克里斯汀。
他曾於1973年獲化學工程師學會頒發喬治·愛德華·戴維斯勳章，並於同年獲得赫瑞瓦特大學之榮譽學位。